# Любранець
Любранець (пол. Lubraniec) — місто в центральній Польщі, на річці Згловянчка (пол. Zgłowiączka).
Належить до Влоцлавського повіту Куявсько-Поморського воєводства.

## Демографія
Демографічна структура станом на 31 березня 2011 року:
|          | Загалом | Допрацездатний вік | Працездатний вік | Постпрацездатний вік |
| -------- | ------- | ------------------ | ---------------- | -------------------- |
| Чоловіки | 1523    | 296                | 1069             | 158                  |
| Жінки    | 1707    | 271                | 1038             | 398                  |
| Разом    | 3230    | 567                | 2107             | 556                  |